# 昌義之
昌 義之（しょう ぎし、? - 普通4年10月26日（523年11月19日））は、南朝斉から梁にかけての軍人。本貫は歴陽郡烏江県。

## 経歴
斉のとき曹虎の下で戦功を重ねた。曹虎が雍州刺史となると、義之は防閤に任じられ、馮翊戍主として出向した。曹虎が召還されると、義之は雍州に留まって蕭衍に仕えた。蕭衍が起兵すると、義之は輔国将軍・軍主の位を受け、建安王中兵参軍に任じられた。竟陵郡芊口の邸に知らせが届くと、義之は参戦して連戦連勝した。蕭衍の軍が新林に到着すると、義之は王茂の下で新亭や朱雀航で奮戦した。蕭衍の軍が建康城を占領すると、義之は直閤将軍・馬右夾轂主となった。天監元年（502年）、永豊県侯に封じられ、驍騎将軍の位を受けた。盱眙郡太守として出向した。天監2年（503年）、仮節・督北徐州諸軍事・輔国将軍・北徐州刺史に転じ、鍾離に駐屯した。北魏軍が北徐州に侵入したため、義之がこれを撃破した。天監3年（504年）、冠軍将軍に進んだ。
天監4年（505年）、梁の北伐がおこなわれると、臨川王蕭宏が大軍を率いて洛口に布陣し、義之は北徐州の兵を率いて、前軍をつとめ、北魏の梁城を攻め落とした。天監5年（506年）、蕭衍が長期戦を嫌って撤退を命じると、梁軍はおのおの撤退をはじめた。北魏の中山王元英がそれに乗じて追撃をかけ、没馬頭を攻撃し、城内の食糧を奪って北に帰って行った。梁の識者たちは「魏軍は米を運んで北に帰ったので、再び南に向かってくることはないだろう」と考えたが、蕭衍はそうならないと予見し、鍾離城を修築させ、義之に命じて防備を固めさせた。この年の冬、元英が安楽王元道明や平東将軍楊大眼らの軍数十万を率いて、鍾離を攻撃した。鍾離城の北は淮水でへだてられていたので、北魏軍は邵陽洲の西岸に浮橋を作って、淮水をまたぐ道を通した。元英が東岸に拠り、楊大眼が西岸に拠って、城を攻撃した。鍾離の城中には3000人ほどしかおらず、義之が率いて防戦にあたった。北魏軍は車に土を載せ、兵士に土を背負わせて堀を埋め立てた。元英と楊大眼は自ら督戦して、昼夜を分かたず城を攻めたて、飛楼や衝車を設置して城壁の土を突き崩した。義之は泥で城壁の欠けたところを補ったので、衝車は城壁を破壊できなかった。義之は弓矢を適所に射て、籠城戦の危急を救った。死傷者は万を数えたが、城は陥落しなかった。
天監6年（507年）4月、蕭衍は曹景宗と韋叡に20万の軍を率いさせて鍾離城の救援に向かわせた。梁軍は北魏軍と会戦して撃破し、元英や楊大眼らは敗走していった。義之は軽装の兵を率いて洛口まで追撃して帰還した。功績により軍師将軍に進み、持節・督青冀二州諸軍事・征虜将軍・青冀二州刺史に転じた。正式な任を受けないうちに、督南兗兗徐青冀五州諸軍事・輔国将軍・南兗州刺史に転じた。禁制品を持ち出した罪に問われて弾劾を受けた。朱衣直閤・左驍騎将軍となり、太子右衛率に転じ、越騎校尉・仮節を兼ねた。天監8年（509年）、持節・督湘州諸軍事・征遠将軍・湘州刺史として出向した。天監9年（510年）、召還されて、征遠将軍のまま司空臨川王司馬となった。天監10年（511年）、右衛将軍の位を受けた。天監13年（514年）、左衛将軍に転じた。
この冬、蕭衍は太子右衛率の康絢に軍を動員させて荊山堰を作らせた。天監14年（515年）、北魏の李曇定が軍を率いて荊山に迫り、堰を決壊させようとしたため、義之は仮節を受けて、太僕卿の魚弘文・直閤将軍の曹世宗・徐元和らを率いて康絢の救援に向かった。軍が到着しないうちに、康絢らは北魏軍を撃破していた。北魏の李平が硤石を攻撃し、梁の直閤将軍の趙祖悦を包囲したため、義之は朱衣直閤の王神念らを率いて救援に向かった。王神念は硤石の浮橋を攻撃したが落とせず、援軍の進軍がとめられたため、硤石は北魏の手に落ちた。義之は軍を返すと、敗戦の罪を問われたが、蕭衍は義之が功臣であるために不問とした。
天監15年（516年）、再び使持節・都督湘州諸軍事・信威将軍・湘州刺史となった。この年のうちに都督北徐州縁淮諸軍事・平北将軍・北徐州刺史に転じた。営道県侯に改封された。普通3年（522年）、召還されて護軍将軍となった。
普通4年（523年）10月、死去した。散騎常侍・車騎将軍の位を追贈された。諡は烈といった。
子の昌宝業が後を嗣ぎ、直閤将軍・譙州刺史となった。

## 伝記資料
- 『梁書』巻18 列伝第12
- 『南史』巻55 列伝第45